# 國泰財富
國泰財富股份有限公司(The Cathay Investment Fund, Limited)(港交所除牌時為0320.HK)，主要業務為投資中國上市及非上市產業，1992年成立，於1998年11月13日退出香港股市，移至新加坡上市。
其主要投資包括：華潤置地、維達國際、玉柴國際、中國環境資源、優源乳業、白馬戶外媒體、中國奧園等主要投資組合。

## 連結
- 國泰財富集團（页面存档备份，存于）